# John Bell (natuurkundige)
John Stewart Bell (Belfast, 28 juni 1928 – Genève, 1 oktober 1990) was een Brits wiskundige en natuurkundige die bekend is geworden door de zogenaamde ongelijkheid van Bell, een ongelijkheid die geldt voor bepaalde correlaties tussen de relatieve frequenties van paren van identieke objecten met tweewaardige eigenschappen.

## Biografie
John Stewart Bell werd in Noord-Ierland geboren in een gezin van arme ouders. Toen hij elf was besloot hij wetenschapper te worden en op zijn zestiende slaagde hij aan de Belfast Technical High School. Via een studiebeurs studeerde hij aan de Queen's Universiteit van Belfast. Hij verkreeg een bachelorgraad in experimentele fysica in 1948 en een in mathematische fysica een jaar later. Vervolgens ging hij naar de Universiteit van Birmingham waar hij in 1956 bij Rudolf Peierls in de theoretische fysica promoveerde.
Vervolgens werkte hij aan de Atomic Energy Research Establishment (AERE) te Malvern en Harwell, waar hij zijn vrouw, de natuurkundige Mary Ross ontmoette en trouwde. Enkele jaren later vertrok hij naar CERN in Genève waar hij onder andere samenwerkte met de Nederlandse fysicus Martinus Veltman.

## EPR-paradox
Einstein en Bohr kibbelden levenslang over de kwantummechanica wat betreft de statistische onderdelen hiervan. Einstein had grote moeite met de rol van waarschijnlijkheid en toeval in kwantumprocessen en meende: "God dobbelt niet!" wat Bohr weersprak door te zeggen: "Vertel God niet wat Hij moet doen!"
In 1964, tijdens een sabbaticaljaar bij de Stanford-universiteit publiceerde Bell zijn inmiddels klassiek geworden artikel over de Einstein Podolsky Rosen Paradox.
In zijn artikel beschreef Bell zijn "ongelijkheid van Bell" of "Bellongelijkheid" als een criterium waarmee realistische lokale theorieën konden worden onderscheiden van niet-lokale theorieën.

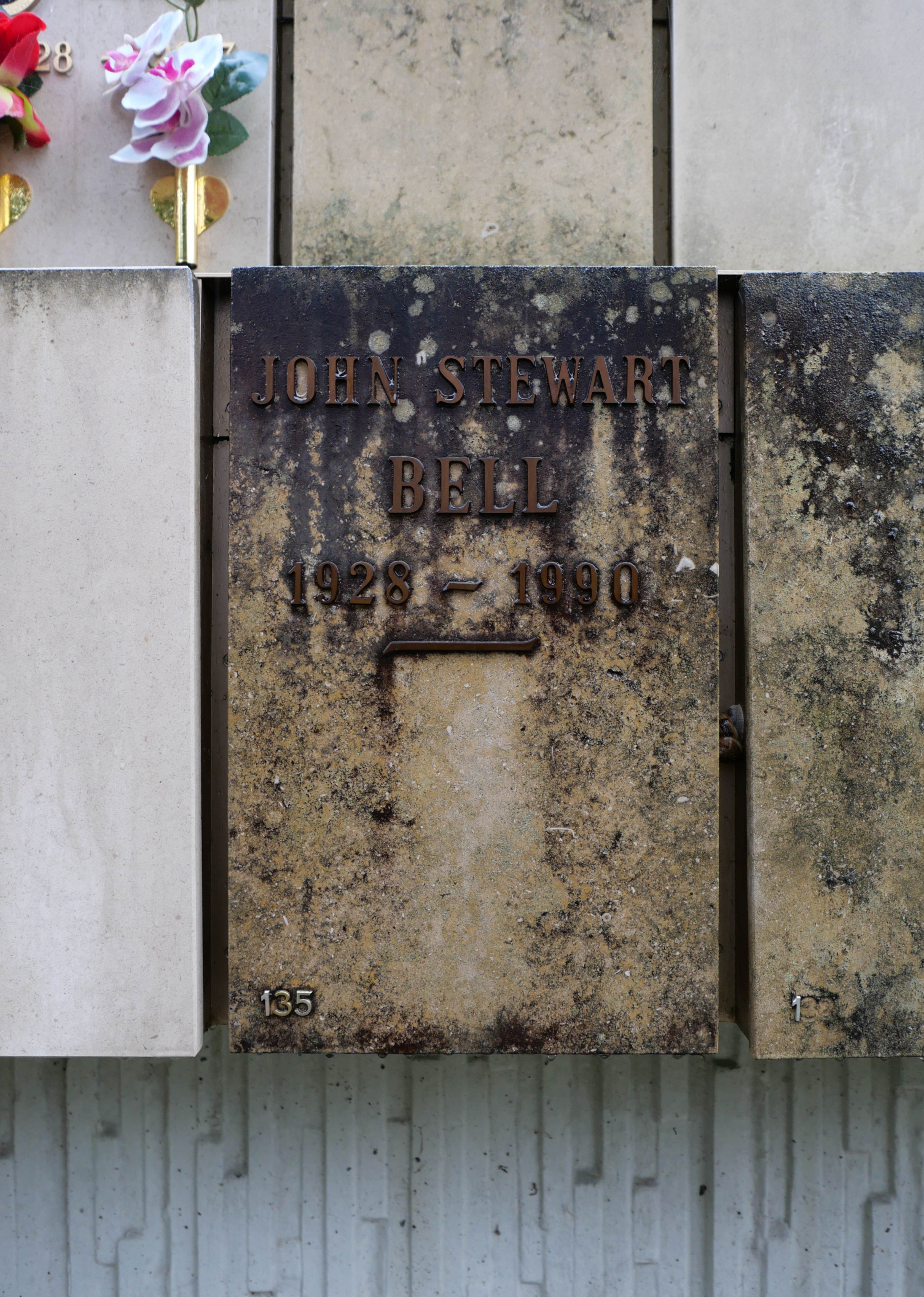
Het urnengraf in 2024.

In 1972 leverden Stuart J. Freedman en John F. Clauser het eerste experimentele bewijs van schending van de Bellongelijkheid. In de daarop volgende jaren werd hiervoor meer experimenteel bewijs geleverd.
Zo verkreeg Alain Aspect grotere experimentele nauwkeurigheid door als eerste gebruik te maken van polariserende stralingsddelers voor precieze meting van de polarisatie van fotonen. En hij onderkende het belang van het pas vlak voor de meting instellen van de te meten polarisatie om de mogelijkheid van onbekende communicatie tussen de fotonen of tussen de meetstations uit te sluiten. 
Door met de vele experimenten aan te tonen dat het gedrag van bijvoorbeeld verstrengelde fotonen in strijd is met de Stelling van Bell, werd het bewijs geleverd dat de EPR hypothese van lokaal realisme onjuist is. 
Daarmee is het Bohr-Einstein-debat beslecht in het voordeel van Niels Bohr. Dit heeft ook vergaande gevolgen voor de speciale relativiteitstheorie en voor ons begrip van de werkelijkheid. In het klassieke wereldbeeld is de (fysieke) werkelijkheid onafhankelijk van wat er (door ons) over te onderzoeken en te weten is. In het kwantummechanische wereldbeeld is er sprake van een grote verwevenheid van (onze) informatie en de (fysieke) werkelijkheid.
Bell overleed op 1 oktober 1990 op 62-jarige leeftijd. Een jaar voor zijn overlijden werd hij genomineerd voor de Nobelprijs. Zijn stoffelijk overschot werd gecremeerd. De urn met zijn as werd begraven in het Columbarium van het Cimetière de Saint-Georges in Genève.
Voor de experimenten die aantoonden dat kwantummechanische processen in strijd zijn met de ongelijkheid van Bell ontvingen Alain Aspect, John Clauser en Anton Zeilinger de Nobelprijs voor Natuurkunde in 2022.